# Rozehrávač

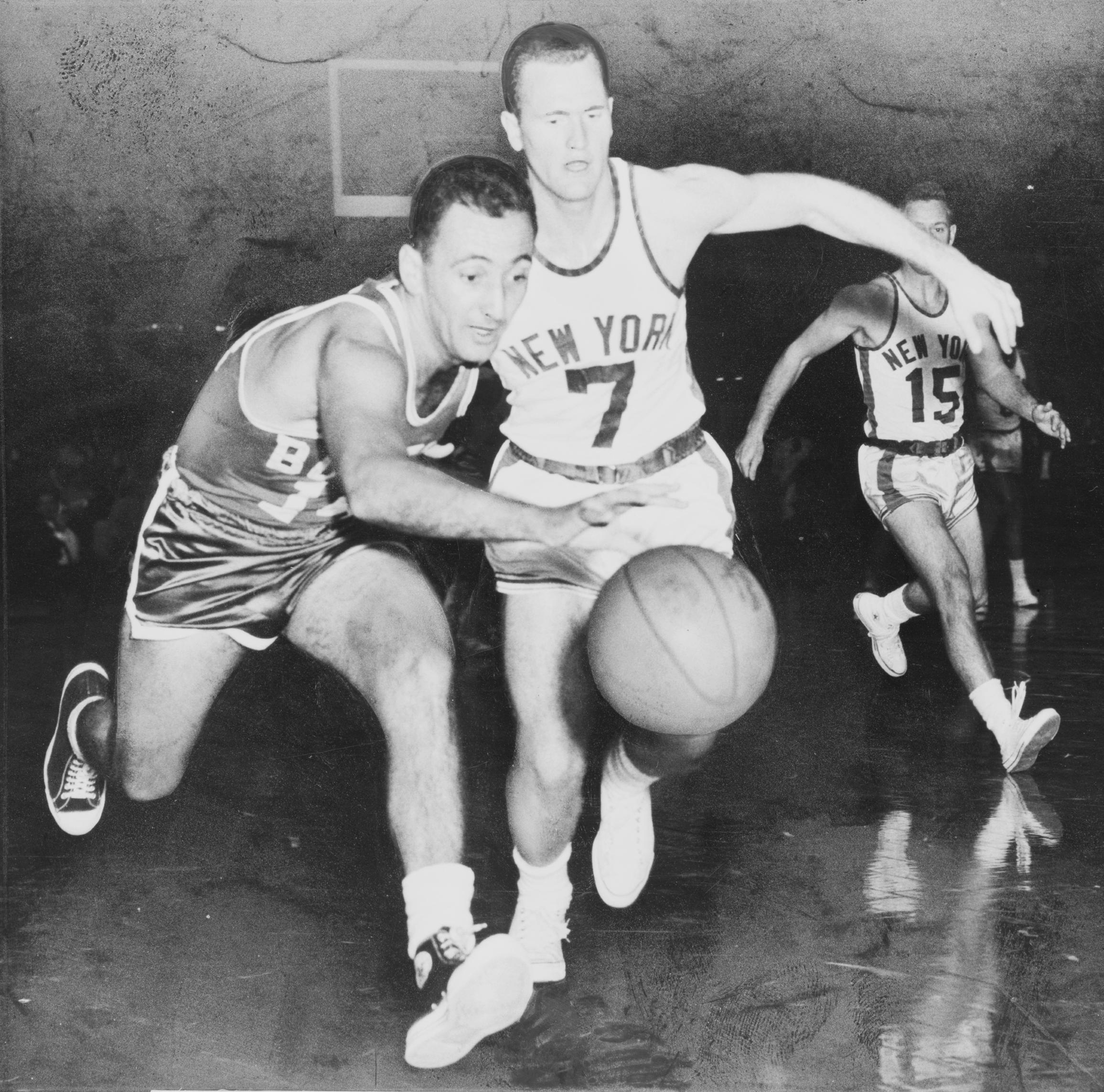
Robert Joseph Cousy, který hrával rozehrávače

Rozehrávač je basketbalový výraz pro pozici hráče.

## Charakteristika pozice
Rozehrávač hraje v útoku obvykle v největší vzdálenosti od koše - za úrovní trojkové čáry. Pokud střílí, pak obvykle z větší vzdálenosti (za tři body). Jeho úkolem je vyvést pomocí driblování míč z obranné do útočné poloviny hřiště, kde určuje taktickou variantu hry (tzv. herní signál) a sám zahajuje jeho realizaci (obvykle přihrávkou). S ohledem na své postavení nejdále od soupeřova koše je zodpovědný za uhlídání soupeřových hráčů při pokusu o rychlý protiútok.
Pro pozici rozehrávače jsou obvykle vybíráni nižší hráči (kolem 190 centimetrů) s dobrou pohyblivostí a míčovou technikou.
Ve většině taktických variant je na hřišti přítomen jeden rozehrávač, pokud se hraje na dva rozehrávače, plní střídavě vždy jeden z nich roli křídla.

## Americké členění basketbalových pozic
Americké členění hráčských pozic se od evropského (rozehrávač - dvě křídla - dva pivoti) do jisté míry liší, českému rozehrávači nejlépe odpovídá anglický termín point guard.